# 新米科拉伊夫卡 (沃茲涅先斯克區)
47°21′9″N 31°1′37″E / 47.35250°N 31.02694°E
新米科拉伊夫卡（烏克蘭語：Новомиколаївка），是烏克蘭的村落，位於該國南部尼古拉耶夫州，由沃茲涅先斯克區的韋塞利諾韋市鎮負責管轄，面積0.3平方公里，海拔高度80米，2001年人口46，人口密度每平方公里153.3人。